# Trupanea brunneipennis
Trupanea brunneipennis är en tvåvingeart som beskrevs av Hardy 1973. Trupanea brunneipennis ingår i släktet Trupanea och familjen borrflugor.
Artens utbredningsområde är Thailand. Inga underarter finns listade i Catalogue of Life.